# Lijst van Nederlandse medaillewinnaars op de wereldkampioenschappen atletiek
Dit is een lijst van Nederlandse medaillewinnaars op de wereldkampioenschappen atletiek.

## Mannen
| Editie | Onderdeel               | Goud               | Zilver                    | Brons                                                               |
| ------ | ----------------------- | ------------------ | ------------------------- | ------------------------------------------------------------------- |
| 1983   | 800 m                   |                    | Rob Druppers (1.44,20)    |                                                                     |
|        |                         |                    |                           |                                                                     |
| 1991   | Discuswerpen            |                    | Erik de Bruin (65,82 m)   |                                                                     |
|        |                         |                    |                           |                                                                     |
| 1993   | Marathon                |                    |                           | Bert van Vlaanderen (2:15.12)                                       |
|        |                         |                    |                           |                                                                     |
| 2003   | 4 x 100 meter estafette |                    |                           | Patrick van Balkom Timothy Beck Caimin Douglas Troy Douglas (38,87) |
|        |                         |                    |                           |                                                                     |
| 2005   | Polsstokhoogspringen    | Rens Blom (5,80 m) |                           |                                                                     |
| 2005   | Kogelstoten             |                    | Rutger Smith (21,29 m)    |                                                                     |
|        |                         |                    |                           |                                                                     |
| 2007   | Discuswerpen            |                    |                           | Rutger Smith (66,42 m)                                              |
| 2007   | Kogelstoten             |                    |                           | Rutger Smith (21,13 m)                                              |
|        |                         |                    |                           |                                                                     |
| 2013   | Verspringen             |                    | Ignisious Gaisah (8,29 m) |                                                                     |
| Totaal | Totaal                  | 1                  | 4                         | 4                                                                   |

### Meervoudige medaillewinnaars
| Atleet       | Goud | Zilver | Brons | Totaal | Behaald in: |
| ------------ | ---- | ------ | ----- | ------ | ----------- |
| Rutger Smith | 0    | 01     | 02    | 03     | 2005, 2007  |

## Gemengd
| Editie | Onderdeel               | Goud | Zilver                                                                                  | Brons |
| ------ | ----------------------- | ---- | --------------------------------------------------------------------------------------- | ----- |
| 2022   | 4 × 400 meter estafette |      | Liemarvin Bonevacia Lieke Klaver Tony van Diepen Femke Bol (3.09,90) Eveline Saalberg * |       |
| Totaal | Totaal                  | 0    | 1                                                                                       | 0     |

* deelnemer in eerdere rondes, ook medaillewinnaar

## Vrouwen
| Editie | Onderdeel               | Goud                                                                                   | Zilver                  | Brons                      |
| ------ | ----------------------- | -------------------------------------------------------------------------------------- | ----------------------- | -------------------------- |
| 2013   | Zevenkamp               |                                                                                        |                         | Dafne Schippers (6477)     |
|        |                         |                                                                                        |                         |                            |
| 2015   | 100 m                   |                                                                                        | Dafne Schippers (10,81) |                            |
| 2015   | 200 m                   | Dafne Schippers (21,63)                                                                |                         |                            |
| 2015   | 1500 m                  |                                                                                        |                         | Sifan Hassan (4.09,34)     |
|        |                         |                                                                                        |                         |                            |
| 2017   | 100 m                   |                                                                                        |                         | Dafne Schippers (10,96)    |
| 2017   | 200 m                   | Dafne Schippers (22,05)                                                                |                         |                            |
| 2017   | 5000 m                  |                                                                                        |                         | Sifan Hassan (14.42,73)    |
| 2017   | Zevenkamp               |                                                                                        |                         | Anouk Vetter (6636)        |
|        |                         |                                                                                        |                         |                            |
| 2019   | 1500 m                  | Sifan Hassan (3.51,91)                                                                 |                         |                            |
| 2019   | 10.000 m                | Sifan Hassan (30.17,62)                                                                |                         |                            |
|        |                         |                                                                                        |                         |                            |
| 2022   | 400 m horden            |                                                                                        | Femke Bol (52,27)       |                            |
| 2022   | Kogelstoten             |                                                                                        |                         | Jessica Schilder (19,77 m) |
| 2022   | Zevenkamp               |                                                                                        | Anouk Vetter (6867)     |                            |
|        |                         |                                                                                        |                         |                            |
| 2023   | 1500 m                  |                                                                                        |                         | Sifan Hassan (3.56,00)     |
| 2023   | 5000 m                  |                                                                                        | Sifan Hassan (14.54,11) |                            |
| 2023   | 400 m horden            | Femke Bol (51,70)                                                                      |                         |                            |
| 2023   | 4 × 400 meter estafette | Eveline Saalberg Lieke Klaver Cathelijn Peeters Femke Bol (3.20,72) Lisanne de Witte * |                         |                            |
| 2023   | Zevenkamp               |                                                                                        |                         | Anouk Vetter (6501)        |
| Totaal | Totaal                  | 6                                                                                      | 4                       | 8                          |

* deelnemer in eerdere rondes, ook medaillewinnaar

### Meervoudige medaillewinnaars
N.B. Tussen haakjes het aantal op de estafette behaalde medailles van het totaal vermelde medailles, inclusief gemengd onderdeel.
| Atleet           | Goud   | Zilver | Brons | Totaal | Behaald in:            |
| ---------------- | ------ | ------ | ----- | ------ | ---------------------- |
| Sifan Hassan     | 02     | 01     | 03    | 06     | 2015, 2017, 2019, 2023 |
| Dafne Schippers  | 02     | 01     | 02    | 05     | 2013, 2015, 2017       |
| Anouk Vetter     | 0      | 01     | 02    | 03     | 2017, 2022, 2023       |
| Femke Bol        | 02 (1) | 02 (1) | 0     | 04     | 2022, 2023             |
| Lieke Klaver     | 01 (1) | 01 (1) | 0     | 02     | 2022, 2023             |
| Eveline Saalberg | 01 (1) | 01 (1) | 0     | 02     | 2022, 2023             |

## Medaillespiegel
| Editie | Goud | Zilver | Brons | Totaal |        | Mannen | Vrouwen | Gemengd |
| ------ | ---- | ------ | ----- | ------ | ------ | ------ | ------- | ------- |
| 1983   | 0    | 01     | 0     | 01     | 00-1-0 |        |         |         |
| 1991   | 0    | 01     | 0     | 01     | 00-1-0 |        |         |         |
| 1993   | 0    | 0      | 01    | 01     | 00-0-1 |        |         |         |
| 2003   | 0    | 0      | 01    | 01     | 00-0-1 |        |         |         |
| 2005   | 01   | 01     | 0     | 02     | 01-1-0 |        |         |         |
| 2007   | 0    | 0      | 02    | 02     | 00-0-2 |        |         |         |
| 2013   | 0    | 01     | 01    | 02     | 00-1-0 | 00-0-1 |         |         |
| 2015   | 01   | 01     | 01    | 03     | 00-0-0 | 01-1-1 |         |         |
| 2017   | 01   | 0      | 03    | 04     | 00-0-0 | 01-0-3 |         |         |
| 2019   | 02   | 0      | 0     | 02     | 00-0-0 | 02-0-0 | 00-0-0  |         |
| 2022   | 0    | 03     | 01    | 04     | 00-0-0 | 00-2-1 | 00-1-0  |         |
| 2023   | 02   | 01     | 02    | 05     | 00-0-0 | 02-1-2 | 00-0-0  |         |
| Totaal | 07   | 09     | 012   | 28     |        | 1-4-40 | 6-4-80  | 0-1-00  |